# Mare du plateau de Vendres
Mare du plateau de Vendres este o arie protejată (sit de importanță comunitară — SCI) din Franța întinsă pe o suprafață de 17,6 ha, integral pe uscat.

## Localizare
Centrul sitului Mare du plateau de Vendres este situat la coordonatele 43°16′44″N 3°14′15″E / 43.27889°N 3.2375°E.

## Înființare
Situl Mare du plateau de Vendres a fost declarat arie specială de conservare în baza directivei 92/43 din 1992 referitoare la conservarea habitatelor naturale și a faunei și florei sălbatice pentru a proteja 1 specie de plante.

## Biodiversitate
Situată în ecoregiunea mediteraneană, aria protejată conține 1 habitat natural: Iazuri temporare mediteraneene.
La baza desemnării sitului se află o specie protejată de  plante: Marsilea strigosa.
Pe lângă speciile protejate, pe teritoriul sitului au mai fost identificate 10 specii de plante, 1 specie de păsări, 2 specii de amfibieni, 3 specii de nevertebrate.